# Municipio de Warren (condado de Washington)
El municipio de Warren (en inglés: Warren Township) es un municipio ubicado en el condado de Washington en el estado estadounidense de Ohio. En el año 2010 tenía una población de 4045 habitantes y una densidad poblacional de 41,13 personas por km².

## Geografía
El municipio de Warren se encuentra ubicado en las coordenadas 39°24′21″N 81°32′8″O / 39.40583, -81.53556. Según la Oficina del Censo de los Estados Unidos, el municipio tiene una superficie total de 98.34 km², de la cual 97,09 km² corresponden a tierra firme y (1,27 %) 1,25 km² es agua.

## Demografía
Según el censo de 2010, había 4045 personas residiendo en el municipio de Warren. La densidad de población era de 41,13 hab./km². De los 4045 habitantes, el municipio de Warren estaba compuesto por el 98,79 % blancos, el 0,2 % eran afroamericanos, el 0,07 % eran amerindios, el 0,25 % eran asiáticos, el 0,07 % eran de otras razas y el 0,62 % eran de una mezcla de razas. Del total de la población el 0,72 % eran hispanos o latinos de cualquier raza.